# 本間田麻誉
本間 田麻誉（ほんま たまよ）は、昭和期に活動した日本の推理小説作家。資料があまり残っていないため、詳しい経歴は不明の部分が多い。

## 人物
1910年ごろの生まれと言われている。第二次世界大戦以前にはベークライト工場を経営していたが、空襲で被災。戦後は洋服の行商をなりわいにしていた。
1948年に『宝石』に発表した「犯罪者の戒律」でデビュー。1949年には「罪な指」「珈琲くどき」「猿神の贄」と精力的に作品を発表。阿知波五郎らと同人誌『めどうさ』を刊行した（同誌は2号で廃刊）。
1952年にラジオ用の推理コントとして「座談会殺人事件」を発表するが以後、消息不明。

## 作品
現在、比較的容易に読み得る叢書等に収録されている作品
- 「猿神の贄」（光文社、カッパ・ノベルス、日本推理作家協会編『探偵くらぶ - 探偵小説傑作選 1946 - 1958 下（浪漫編）』 ）1997年11月　ISBN 4-334-07266-6